# Електра (филм, 2005)
„Електра“ (на английски: Elektra) е фентъзи екшън на режисьора Роб Бауман. Спин-оф е на филма „Дявол на доброто“, с участието на персонажа от Марвел Комикс – Електра Начиос, изиграна от Дженифър Гарнър.